# We're the One
「We're the One」（ウィアー・ザ・ワン）は、高橋洋子の15枚目のシングル。1999年1月27日にポリドールから発売された。

## 概要
- ポリドールから発売された唯一のシングル[注 1]。
- 収録曲全てにタイアップがあるシングルである。
- インストゥルメンタルが収録されていない。
- 「We're the One」はTBS系番組『世界ウルルン滞在記』のエンディングテーマ[1]。
- 「LET ME HEAR YOUR VOICE」はヨハン・パッヘルベルが作曲した「カノン」をアレンジして英語歌詞をつけた楽曲である。KDDのCMに使用された[1]。
- 「HARMONY」はバックの演奏が無い、ボーカルとバックコーラスだけで構成されている楽曲である。JR東日本のCMに使用された[1]。アルバム『HARMONIUM』に収録されたバージョンには、鳥のさえずりが追加されている。

## 収録曲
1. We're the One [5:31]
作詞：高橋洋子、作曲・編曲：福岡ユタカ
  - TBS系『世界ウルルン滞在記』エンディングテーマ[1]
2. LET ME HEAR YOUR VOICE [4:07]
作詞：鮎川めぐみ、作曲・編曲：千住明
  - KDD「001」CMソング[1]
3. HARMONY [2:18]
作詞・作曲：高橋洋子、編曲：栗山和樹
  - JR東日本CMソング[1]

## 参加ミュージシャン
- ベース：MECKEN（#1）
- ギター：角田順（#1）、松宮幹彦（#2）
- ピアノ：美野春樹（#2）
- パーカッション：Whacho（#1）
- オーボエ：柴山洋（#2）
- ストリングス：JOE STRINGS（#2）
- コーラス：福岡ユタカ（#1）、石塚勇（#3）

## 収録アルバム
| 曲名                   | バージョン    | 収録アルバム                             | 発売日        | 規格品番  | トラック番号 |
| ---------------------- | ------------- | ---------------------------------------- | ------------- | --------- | ------------ |
| We're the One          | Album Version | 『HARMONIUM』                            | 1999年3月17日 | POCH-1770 | #2           |
| We're the One          | （原曲）      | 『GOLDEN☆BEST 高橋洋子』                 | 2004年2月25日 | UICZ-6055 | #1           |
| We're the One          | （原曲）      | 『世界ウルルン滞在記 テーマソングス』    | 2005年3月30日 | UICZ-4111 | #5           |
| We're the One          | （原曲）      | 『高橋洋子 ベストセレクション』          | 2008年11月7日 | TRUE-1004 | #13          |
| LET ME HEAR YOUR VOICE | （原曲）      | 『HARMONIUM』                            | 1999年3月17日 | POCH-1770 | #3           |
| LET ME HEAR YOUR VOICE | （原曲）      | 『千住明サウンドトラックスII 1998-2006』 | 2007年3月14日 | UICZ-8021 | #1           |
| HARMONY                | Album Version | 『HARMONIUM』                            | 1999年3月17日 | POCH-1770 | #4           |